# National Wildlife Refuge

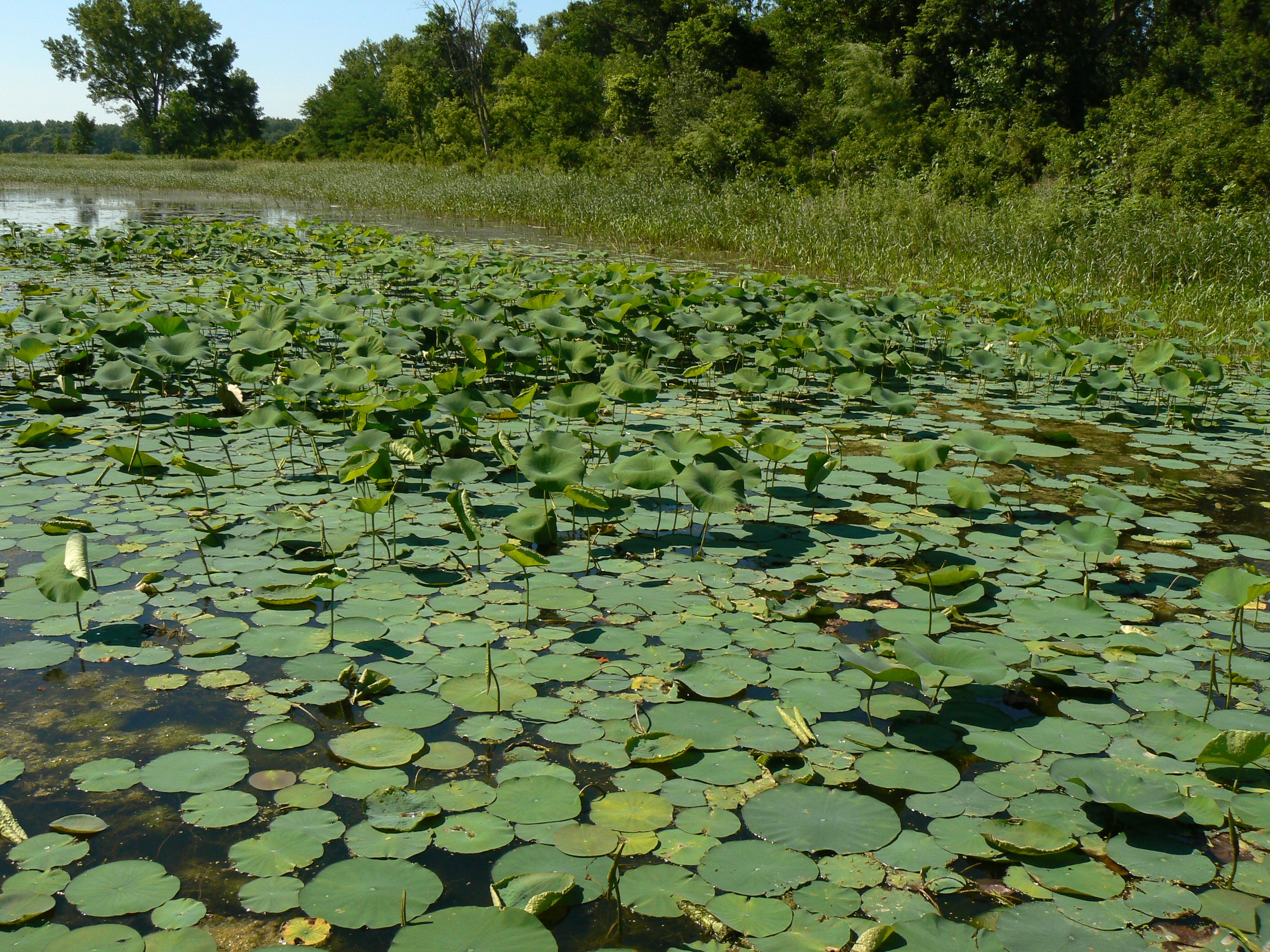
Seerosen im DeSoto National Wildlife Refuge, Nebraska

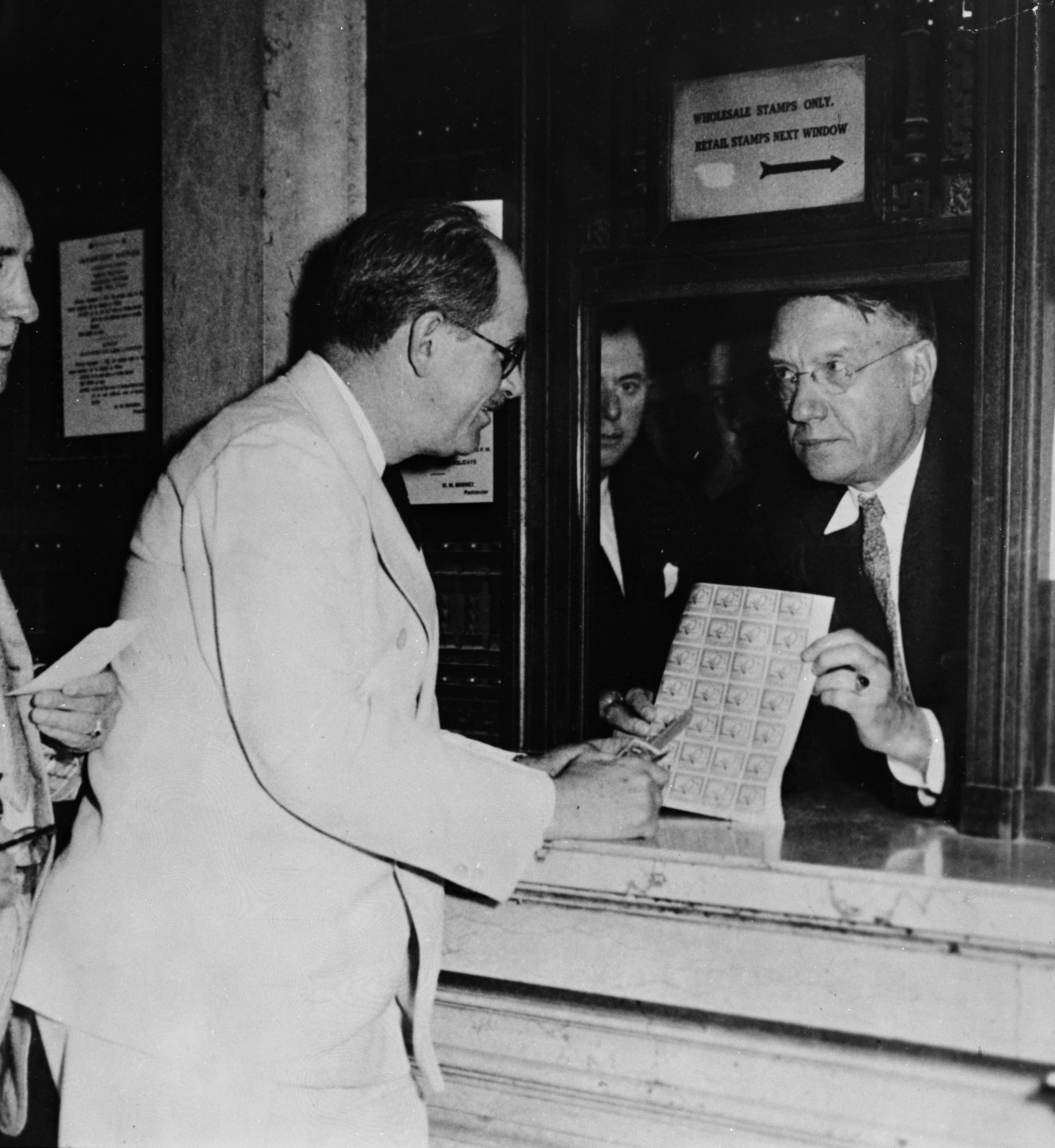
Ausgabe der ersten Duck Stamps 1934 an Jay Norwood Darling, Leiter des Bureau of Biological Survey und Erfinder der Duck Stamps

Als National Wildlife Refuge (abgekürzt NWR) werden Naturschutzgebiete in den Vereinigten Staaten bezeichnet, die vom United States Fish and Wildlife Service verwaltet werden, der dem Innenministerium unterstellt ist. Das National Wildlife Refuge System besteht aus über 500 Schutzgebieten zu Lande und zu Wasser, deren Aufgabe es ist, Tiere und deren natürlichen Lebensraum zu schützen und zu erhalten. Bis auf wenige Ausnahmen tragen die einzelnen Gebiete den Zusatz „National Wildlife Refuge“, „Wetland Management District“ oder „Wildlife Management Area“ in ihrem Namen.
Das erste National Wildlife Refuge wurde mit dem Pelican Island NWR an der Atlantikküste Floridas am 14. März 1903 vom damaligen US-Präsidenten Theodore Roosevelt ins Leben gerufen. Im Jahr 2004 waren 388.533 km² Land und 184.852 km² Wasserfläche in 634 Verwaltungseinheiten unter der Obhut des National Wildlife Refuge Systems, davon 547 National Wildlife Refuges. Dazu kommen über 36.000 kleinräumige Schutzgebiete für Wasservögel, von denen 95 % Potholes in den Prärie-Staaten North und South Dakota, Minnesota und Montana sind. Sie haben eine durchschnittliche Größe von 36 ha und sind in den ansonsten intensiv landwirtschaftlich genutzten Gebieten die einzigen Lebensräume für viele wildlebende Tiere und Rastplätze für Zugvögel. Das Programm zum Ankauf dieser Waterfowl Production Areas wird über den Verkauf von Duck Stamps finanziert, die jeder Jäger pro auf öffentlichem Land geschossenem Wasservogel nachweisen muss. Es besteht seit 1934 und hat mit Erträgen von über 700 Millionen Dollar den Schutz von über 21.000 km² ermöglicht.
Die meisten Schutzgebiete sind für Besucher zugänglich, nur einige besonders schutzbedürftige unterliegen einem Betretungsverbot. In über 300 National Wildlife Refuges wurde nach Bestandsermittlungen zu bestimmen Zeiten die Jagd auf einzelne Wildarten freigegeben, rund 270 NWR erlauben das Angeln. In die NWRs des Fish and Wildlife Service sind knapp 80 Wilderness Areas eingebettet, die strengste Klasse von Naturschutzgebieten in den Vereinigten Staaten. Jährlich haben die Wildlife Refuges über 67 Millionen Besucher.
Zwei der größten Wildlife Refuges, Becharof National Wildlife Refuge und Yukon Flats National Wildlife Refuge (beide in Alaska), waren 1978 von US-Präsident Jimmy Carter zunächst als National Monuments ausgewiesen worden und wurden nach massiver politischer Kritik sowohl des Bundesstaates Alaska als auch des US-Kongress in einem Gesamtpaket zur Neuregelung aller Naturschutzgebiete in Alaska, dem Alaska National Interest Lands Conservation Act, 1980 auf den Status von Wildlife Refuges herabgestuft.